# Marie Tumba Nzeza

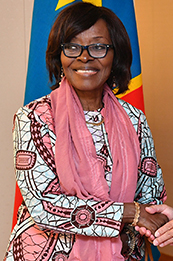
Marie Tumba Nzeza (2019)

Marie Tumba Nzeza ist eine kongolesische Politikerin und Diplomatin. Von September 2019 bis April 2021 war sie Außenministerin der Demokratischen Republik Kongo in dem Kabinett von Premier Sylvestre Ilunga. Zuvor war sie stellvertretende Generalsekretärin der Union pour la Démocratie et le Progrès Social (UDPS), zuständig für auswärtige Angelegenheiten.

## Biografie
Marie Tumba Nzeza studierte an der Université libre de Bruxelles in Belgien, wo sie einen Abschluss in Sozialwissenschaften erwarb. Danach arbeitete sie im Bereich der Beziehungen zwischen der DR Kongo und Kanada. Während der Zeit der Conférence nationale souveraine (CNS) in den frühen 1990er Jahren war sie politisch sehr engagiert. Sie war Aktivistin gegen die Mouvement Populaire de la Révolution, die Einheitspartei, und leitete die CNS-Kommission für Außenpolitik. 1991 bot Premierminister Jean Nguza Karl-I-Bond ihr einen Ministerposten in seiner Regierung an, den sie jedoch ablehnte. Danach trat sie der Union pour la Démocratie et le Progrès Social (UDPS) bei, der Partei des früheren Gegners Etienne Tshisekedi, mit dem sie aktiv Wahlkampf machte. Auf Wunsch von dessen Sohn, Félix Tshisekedi, wurde sie im Mai 2018 stellvertretende Generalsekretärin der Partei, zuständig für Außenpolitik.

### Außenministerin
Nach der Wahl von Felix Tshisekedi zum Präsidenten wurde sie am 26. August 2019 zur Staatsministerin und Außenministerin in der Regierung Ilunga ernannt, nachdem sie Aimé Boji, dem ehemaligen Schwager von Vital Kamerhe (dem Stabschef des Präsidenten), vorgezogen wurde. Sie ist die zweite Frau in dieser Position seit Ekila Liyonda (1987) und hält das größte Portfolio unter den Frauen, die in dieser Regierung ernannt wurden. Sie trat ihr Amt offiziell am 9. September an als Nachfolgerin von Franck Mwe di Malila, der als Interimsminister fungierte.